# Alcatrazz
Alcatrazz este o formație americană de muzică heavy metal  înființată în Los Angeles, California, în 1983 de Graham Bonnet, Jimmy Waldo, și Gary Shea. Trupa este remarcată pentru incredibila colaborare cu doi dintre cei mai virtuoși chitariști ai tuturor timpurilor: Yngwie Malmsteen care a activat între anii 1983-1984, și Steve Vai, care i-a luat locul lui Yngwie Malmsteen după plecarea lui.